# Claus Alboth
Claus Alboth (* 28. Dezember 1964 in Berlin) ist ein deutscher Koch. 

## Werdegang
Nach seiner Ausbildung im "Steigenberger Hotel" in Berlin ging Alboth 1986 zu Rockendorf's Restaurant  und 1987 zum Restaurant Harlekin im Grand Hotel Esplanade in Berlin. Nachdem er 1988 und 1989 auf zwei Kreuzfahrtschiffen gearbeitet hatte, wechselte er 1991 als Souschef zum Steigenberger Hotel Maximilian in Bad Griesbach im Rottal. 1992 wurde er in Erfurt sesshaft. Zuerst war er Küchenchef im "Hotel Erfurter Hof" und ab 1994 im "Hotel Domizil" in Apfelstädt. 
Ab 1997 kochte er in "Alboth's Restaurant im Kaisersaal" in Erfurt, wo er 2002 auch Küchendirektor wurde. 2011 wurde er als "Aufsteiger des Jahres" im Gault Millau ausgezeichnet. Im Februar 2013 ging Alboth nach Weimar und wurde Geschäftsführer des "Hotels Dorotheenhof Weimar". Von Mai 2013 bis Februar 2016 führte er dort Alboth's Restaurant weiter.
2016 schloss er das Restaurant und zog sich aus der Gourmetküche zurück. Die Kochschule "Küchenwerkstatt im Dorotheenhof" wurde von ihm fortgeführt.
2019 gründete er sein Unternehmen Alboth´s KochWelt mit Sitz in Elxleben bei Erfurt. Das Angebot umfasst Kochkurse, Mietkoch und Beratung.

## Auszeichnungen
- 2011 "Aufsteiger des Jahres" im Gault Millau, 17 Punkte[6]
- 2012: 16 Punkte im Gault Millau[7]
- 2013: 16 Punkte im Gault Millau[8]
- 2014: 16 Punkte im Gault Millau[9]
- 2015: "Kochschule des Jahres" im Bertelsmann Guide